# یواس‌اس درکسلر (دی‌دی-۷۴۱)
یواس‌اس درکسلر (دی‌دی-۷۴۱) (به انگلیسی: USS Drexler (DD-741)) یک کشتی بود که طول آن ۱۱۴٫۸ متر (۳۷۷ فوت) بود. این کشتی در سال ۱۹۴۴ ساخته شد.